# Échiquier ibérique
Pour les articles homonymes, voir Échiquier (papillon).
Melanargia lachesis
Espèce
Statut de conservation UICN

 LC  : Préoccupation mineure
L'Échiquier ibérique ou Échiquier d'Ibérie (Melanargia lachesis) est une espèce d'insectes lépidoptères (papillons) appartenant à la famille des Nymphalidae, à la sous-famille des Satyrinae et au genre Melanargia.

## Dénomination
Melanargia lachesis a été nommé par Jakob Hübner en 1790.
Synonymes : Papilio lachesis Hübner, 1790 ; Lachesis ruscinonensis Oberthür & Houlbert, 1922 ; Melanargia galathea lachesis.

### Noms vernaculaires
L'Échiquier ibérique se nomme Iberian Marbled White en anglais et Medioluto ibérica en espagnol.

### Formes

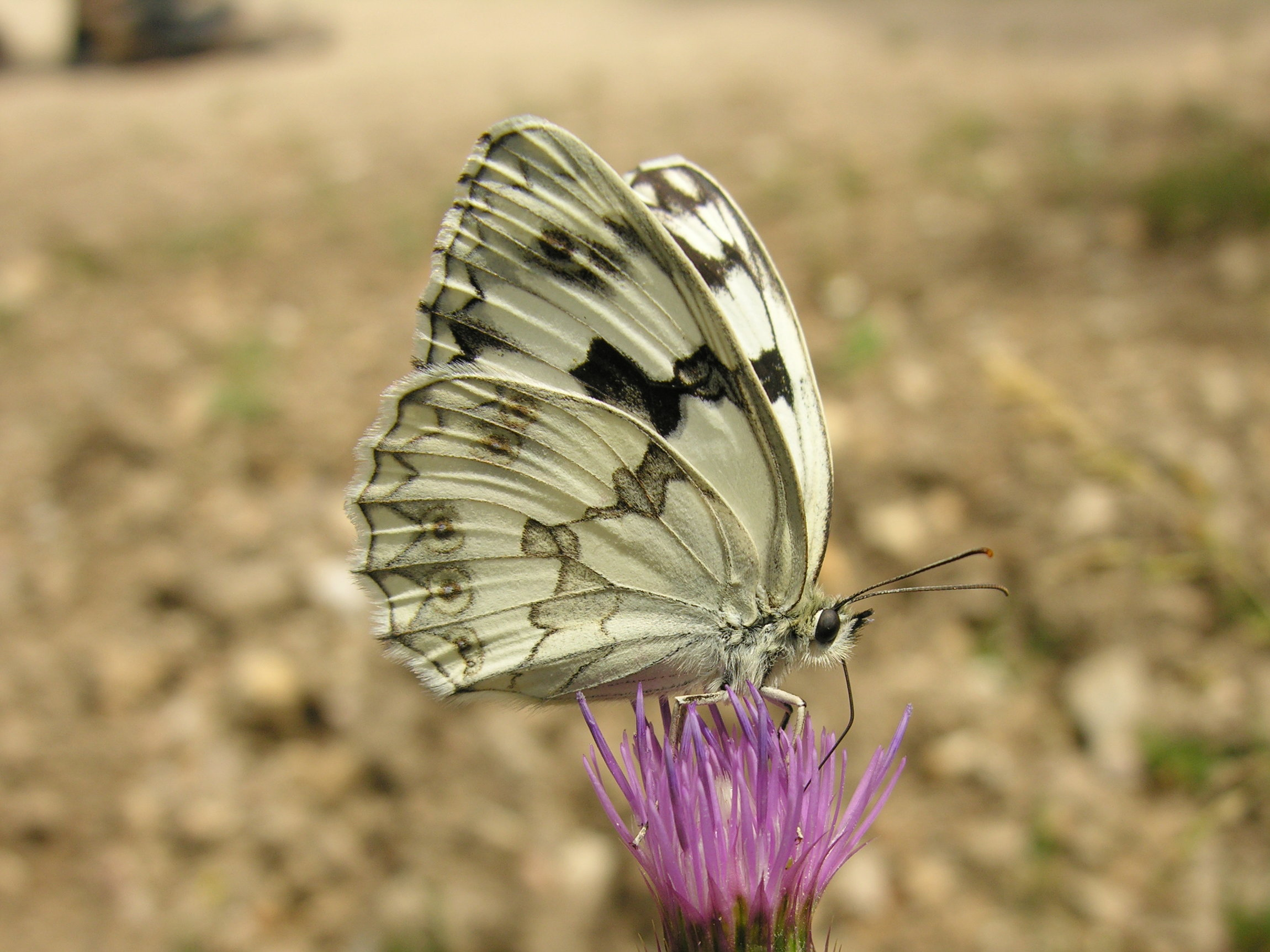
Revers.

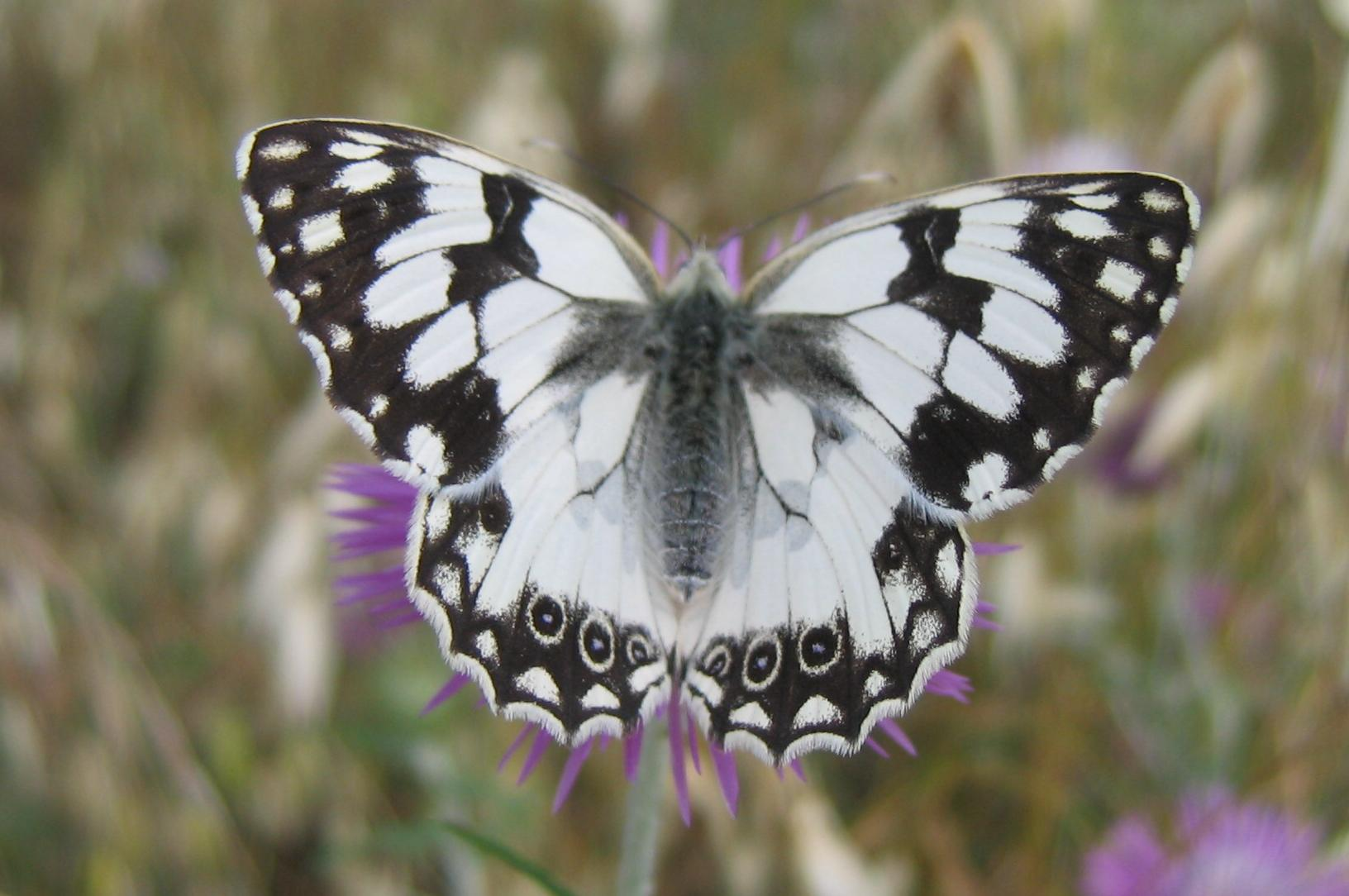
Échiquier ibérique.

Melanargia lachesis f. cataleuca Staudinger.

### Espèce proche
Le Demi-deuil (Melanargia galathea), se distingue par ses dessins noirs au recto plus étendus.

## Description
C'est un papillon blanc de taille moyenne qui présente un damier noir des aires distales.
Le revers dessine des limites en noir et possède une ligne d'ocelles aux postérieures. Melanargia lachesis f cataleuca présente un verso des postérieures entièrement blanc.

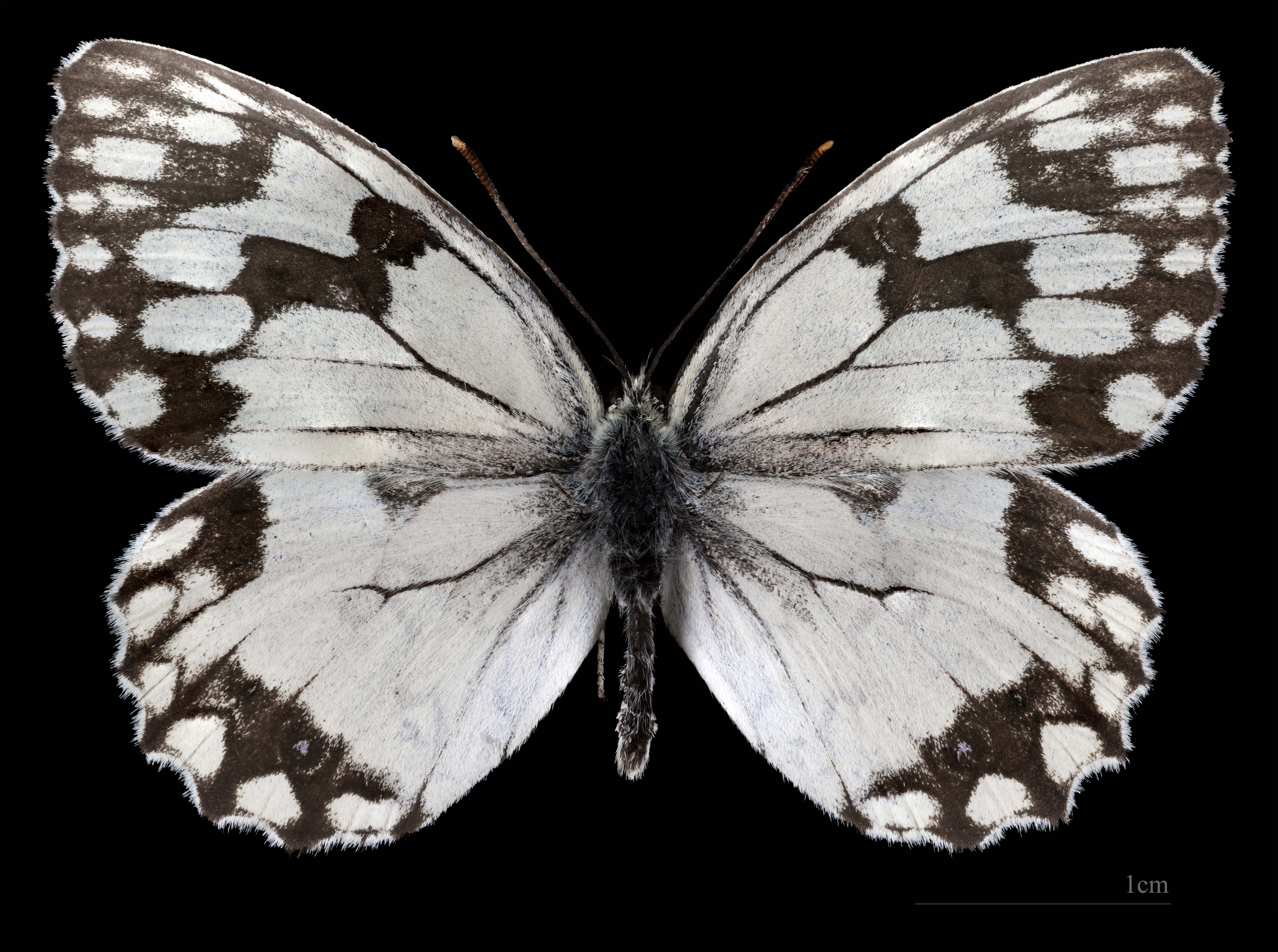
Melanargia lachesis  ♂  MHNT
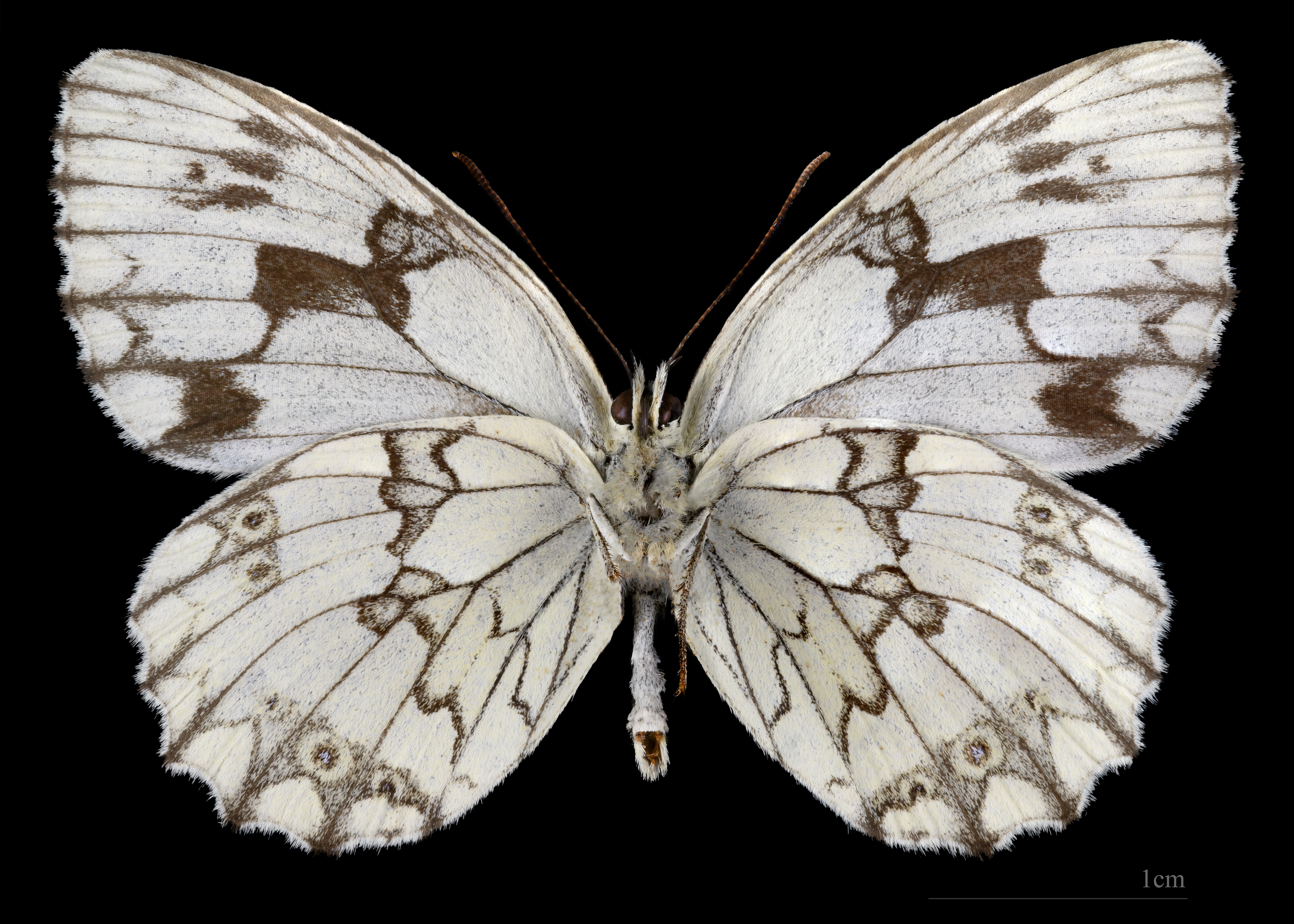
Melanargia lachesis ♂   △ MHNT
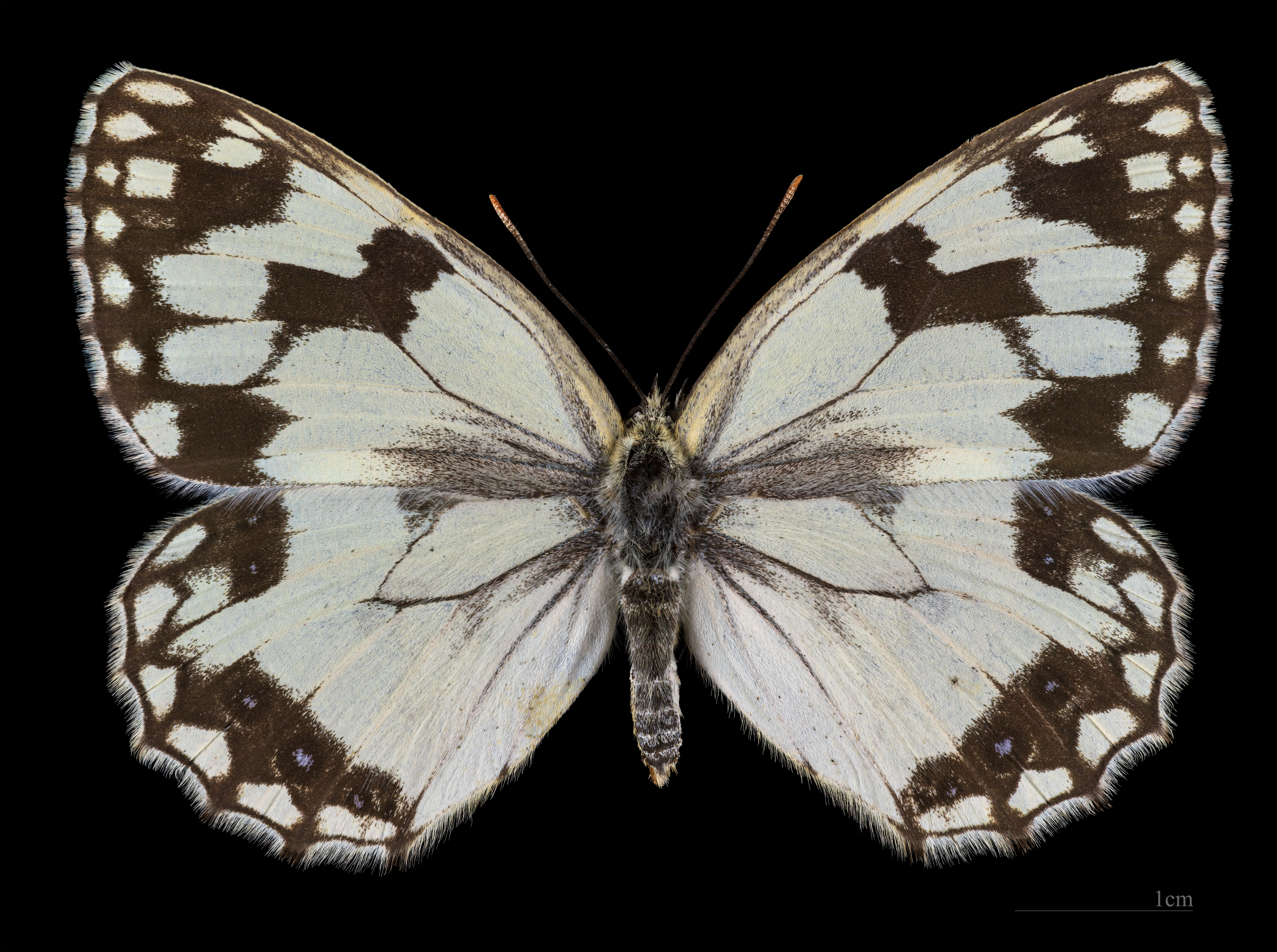
Melanargia lachesis  ♀  MHNT
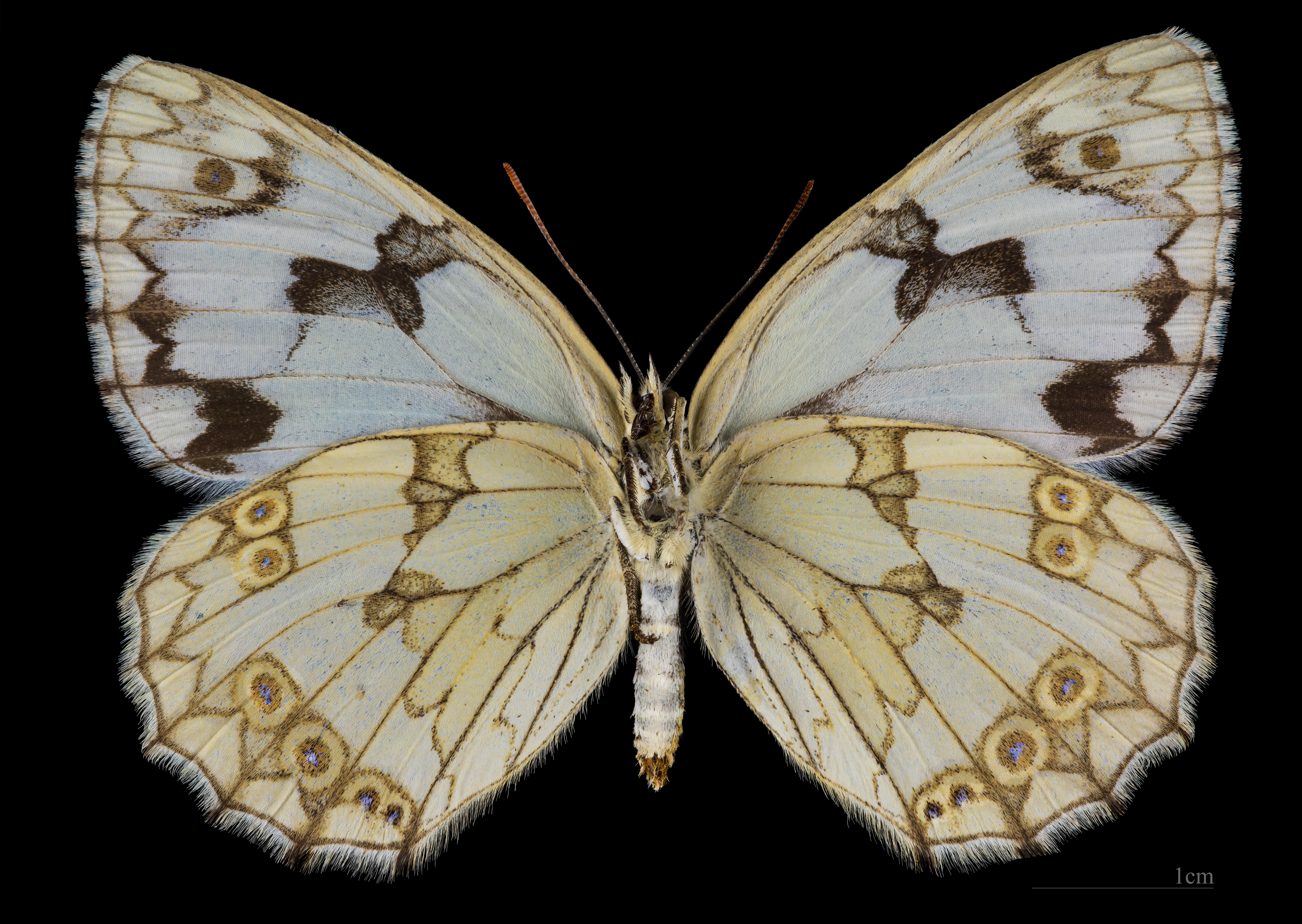
Melanargia lachesis ♀   △ MHNT

### Période de vol et hivernation
La période de vol s'étend de juin à août en une seule génération.

### Plantes hôtes
La chenille se nourrit de poacées (graminées).

## Écologie et distribution
L'Échiquier ibérique est présent au Portugal, en Espagne et dans le Sud de la France,.
En France, il n'est présent que dans quelques départements du pourtour méditerranéen : Bouches-du-Rhône, Vaucluse, Gard, Hérault, Aude, Pyrénées-Orientales et Tarn-et-Garonne. Son aire de répartition est complémentaire de celle de l'espèce voisine Melanargia galathea.

### Biotope
Il réside dans les friches.

### Protection
Il ne bénéficie pas de statut de protection spécifique.

## Espèces ressemblantes en Europe occidentale et au Maghreb
- Melanargia arge - Échiquier d'Italie en Italie
- Melanargia galathea - Demi-deuil
- Melanargia ines - Échiquier des Almoravides au Portugal, en Espagne, au Maroc, en Algérie, Tunisie et Libye.
- Melanargia larissa - Échiquier des Balkans.
- Melanargia occitanica - Échiquier d'Occitanie dans le sud-ouest de l'Europe, en Afrique du Nord et en Sicile.
- Melanargia pherusa - Échiquier de Sicile en Sicile.
- Melanargia russiae - Échiquier de Russie présent du sud de l'Europe au centre de l'Asie.

### Taxonomie
- (en) Catalogue of Life : Melanargia lachesis Hübner, 1790 (consulté le 16 décembre 2020)
- (en) Fauna Europaea : Melanargia lachesis (Hübner, 1790) (consulté le 12 mars 2023)
- (en) NCBI : Melanargia lachesis (taxons inclus)* (en) Tree of Life Web Project : Melanargia lachesis
- (en) UICN : espèce Melanargia lachesis (consulté le 19 mai 2015)